# Zygophyllum trialatum
Zygophyllum trialatum är en pockenholtsväxtart som beskrevs av Blatter & Hallb.. Zygophyllum trialatum ingår i släktet Zygophyllum och familjen pockenholtsväxter. Inga underarter finns listade i Catalogue of Life.